# Марьин, Михаил Иванович
Михаи́л Ива́нович Ма́рьин (1897, село Ям, Переславский район — 6 декабря 1987, Москва) — советский офицер, генерал-майор инженерных войск.

## Биография
- 1938 — помощник начальника Управления по вооружению, Инженерное управление Красной Армии
- 1940 — заместитель начальника Инженерного управления
- 1941 — начальник Управления снабжения инженерных войск
- 1942 — начальник штаба инженерных войск Волховского фронта
- 1942 — начальник инженерных войск 2-й ударной армии Волховского фронта
- 1944 — начальник инженерных войск 31-й армии
- 1945 — начальник инженерных войск 3-й ударной армии
- 1946 (?) — начальник Научного института инженерных войск

## Награды
- орден Ленина
- орден Красного Знамени
- орден Суворова 2-й степени
- орден Отечественной войны 1-й степени
- орден Красной Звезды
- медали[1]